# Sorosilicat
Els sorosilicats són una divisió de minerals de la classe silicats composts per àtoms de silici i oxigen units per enllaç covalent, amb unions iòniques amb cations molt diversos, produint els diferents minerals que componen aquesta família.
Alguns exemples de sorosilicat són: hemimorfita, epidota, zoisita o tanzanita.

## Estructura molecular
Els sorosilicats corresponen a la unió d'un àtom de silici amb quatre àtoms d'oxigen, conformant un tetraedre, i un dels oxígens unit covalentment a un altre silici amb els seus corresponents tres oxígens, en forma de dos tetraedres units per un vèrtex i amb fórmula [Si₂O₇]6−, el qual pot tenir enllaços iònics amb metalls com per exemple sodi, calci, ferro, alumini, potassi, magnesi, etc.

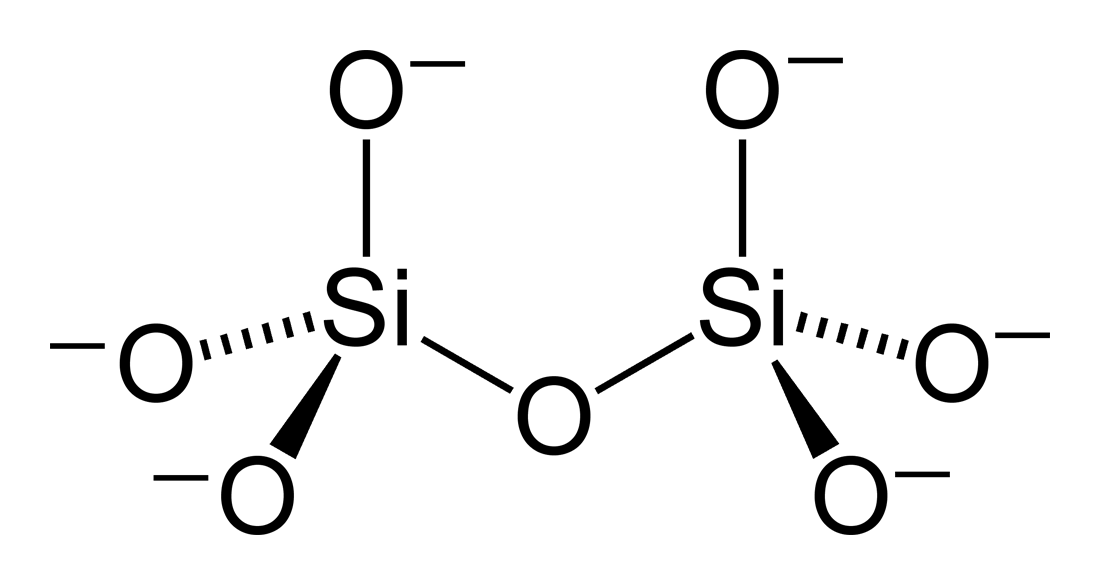
Fórmula estructural
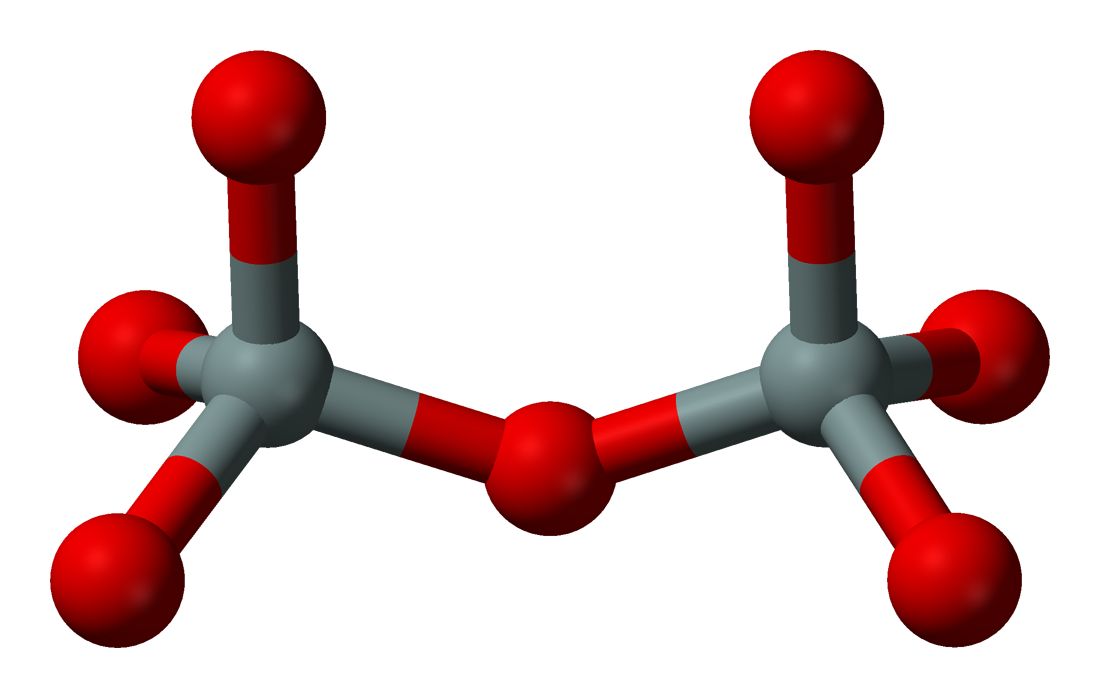
Model de boles i barres
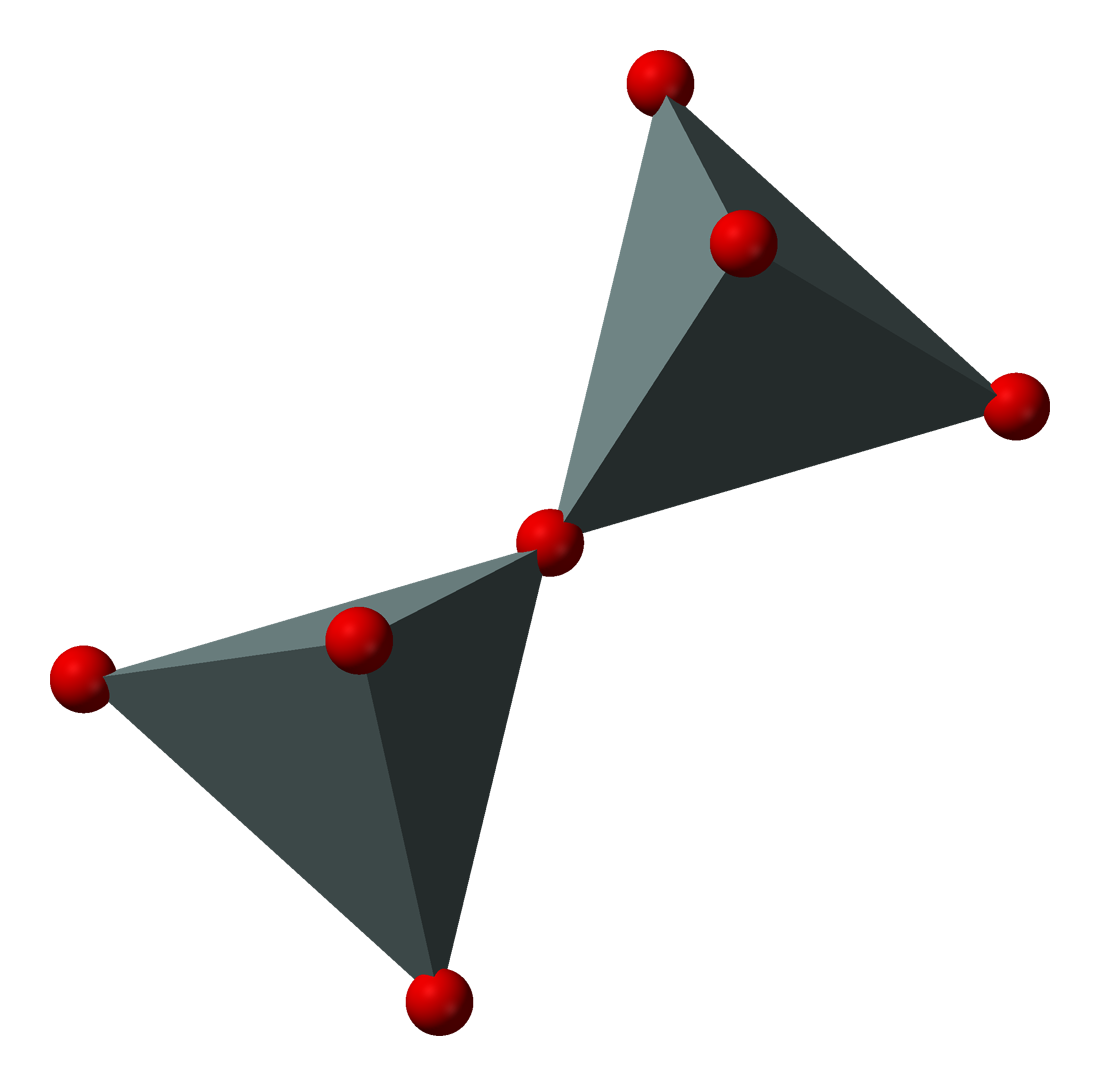
Model polièdric

Els tetraedres units pel vèrtex de Si₂0₇ romanen units entre si amb enllaços iònics per mitjà de cations intersticials les grandàries relatives dels quals i càrregues determinen les estructures dels compostos.

## Classificació de Strunz
Segons la 10ª edició de la classificació de Strunz, els silicats s'enquadren a la "classe 09" i els sorosilicats constitueixen dins d'ella la "divisió 09.B", amb les següents deu famílies:
- 9.BA Grups Si₂O₇, sense anions no tetraèdrics; cations en coordinació [4] tetraèdrica
- 9.BB Grups Si₂O₇, sense anions no tetraèdrics; cations en coordinació [4] i major tetraèdrica
- 9.BC Grups Si₂O₇, sense anions no tetraèdrics; cations en coordinació [6] i major octaèdrica
- 9.BD Grups Si₂O₇, amb anions addicionals; cations en coordinació [4] i major tetraèdrica
- 9.BE Grups Si₂O₇, amb anions addicionals; cations en coordinació [6] i major octaèdrica
- 9.BF Sorosilicats amb grups mixts SiO₄ y Si₂O₇; cations en coordinació [4] i major tetraèdrica
- 9.BG Sorosilicats amb grups mixts SiO₄ y Si₂O₇; cations en coordinació [6] i major octaèdrica
- 9.BH Sorosilicats amb anions Si₃O10, Si₄O11, etc.; ones en coordinació [4] i major tetraèdrica
- 9.BJ Sorosilicats amb anions Si₃O10, Si₄O11, etc.; cations en coordinació [6] i major octaèdrica
- 9.BK Sorosilicats no classificats